# L'Itinéraire (magazine)
Pour les articles homonymes, voir L'Itinéraire.
 (novembre 2021).
Le magazine L'Itinéraire est un « journal de rue » montréalais qui a pour objectif de contribuer à la réinsertion sociale de personnes de 18 ans et plus, marginalisées, exclues du marché traditionnel du travail, ayant connu l’itinérance, la dépendance, ou souffrant de problèmes de santé mentale.
En plus d'une vocation de réinsertion, la publication bimensuelle, bien ancrée à Montréal depuis 1994, sert de plateforme alternative d’informations pour les lecteurs.
Le concept d'autonomisation (empowerment) valorisé par le Groupe communautaire L'Itinéraire permet aux camelots-rédacteurs de bénéficier d'une formation à la rédaction du magazine, sous la supervision de la rédactrice en chef Josée Panet-Raymond et de son équipe, ainsi que des bénévoles qui accompagnent les participants. Un des objectifs du projet, soit l'accès à l'écriture personnelle ou journalistique vise à leur redonner dignité, confiance en leurs possibilités et à les motiver à aller plus loin.
En plus du magazine qui est au cœur de cette entreprise d'économie sociale, le Groupe communautaire L'Itinéraire offre des services tels que l'aide au logement et le soutien alimentaire (notamment grâce au concept de la carte-repas solidaire). Un suivi psychosocial est également offert. De nombreux projets, activités et programmes permettent de favoriser le développement social et l'autonomie fonctionnelle des participants.

## Historique
En 1990, François Thivierge, un travailleur de rue, accompagné de son équipe formée de Pierrette Desrosiers, Denise English et Michèle Wilson, débute un projet ayant pour but d’autonomiser les personnes en situation d’itinérance. On y organise des activités de groupe afin de briser l’isolement social. Le projet se veut par les itinérants, pour les itinérants. «Comme l’objectif était d’augmenter la capacité d’agir des personnes itinérantes, la recherche d’autonomie du groupe allait de soi, explicite François Thivierge. Lors de l’assemblée de fondation de l’organisme, ce sont d’ailleurs presque toutes des personnes itinérantes qui élisent le conseil d’administration, lui aussi constitué en grande majorité de sans-abri. » Ce journal, tiré à 500 exemplaires, est d’abord distribué gratuitement dans les centres d’hébergement et autres sites venant en aide aux personnes démunies ou souffrant d’un problème de consommation. Le journal agit comme un organe de promotion et vise à sortir les individus concernés de l’isolement en les incitant à participer aux activités du Groupe.
En 1993, un projet-pilote est mis en branle pour évaluer la possibilité d’instaurer une édition payante du journal. La Presse accepte de produire gratuitement 3000 copies du journal qui sont rapidement vendues dans les rues de Montréal par les camelots comme alternative à la mendicité. Face au succès de cette initiative, et grâce à une subvention du ministère de la Santé et des Services sociaux, le groupe se lance dans la production d’un journal payant, respectant l’esprit du récent concept des journaux de rue. Les journalistes Linda Boutin et Serge Lareault sont mandatés par le Groupe pour faire de ce concept une réalité. Le 24 mai 1994, la première version payante (un dollar, dont la moitié revient au camelot) de L’Itinéraire paraît. Vendu dans la rue par des personnes en processus de réintégration sociale, le tirage de la publication bimensuelle passe de 5 000 à 25 000 de mai à décembre 1994. D’abord bimestriel, il devient mensuel l’année suivante et l’équipe de 20 camelots grandit jusqu’à 100 camelots au cours des années suivantes.
En 1999, la North American Street Newspapers attribue le prix du meilleur journal de rue à L’Itinéraire et son rédacteur en chef Serge Lareault est nommé l’une des 99 personnalités sociales lors du Printemps du Québec à Paris. En 2006, il devient d’ailleurs le troisième président de l’International Network of Street Papers (INSP), une organisation de journaux de rue qui cherche à donner une voix aux personnes les plus vulnérables économiquement. Cette même année, L’Itinéraire devient un magazine bimensuel, imprimé en couleur sur du papier de qualité.
Peu à peu, l'idée germe d'intégrer les camelots dans l'équipe de rédaction et de leur confier des articles. Le journal se dote alors d'une infrastructure de support et de formation et établit des partenariats avec des institutions d'enseignement. L'initiative est couronnée de succès et saluée notamment par l'Association des médias écrits communautaires du Québec (AMECQ). Le magazine reçoit même en 2001 un prix spécial de l'Office de la langue française pour la qualité du français.
En 2015 et 2016, Josée Panet-Raymond et Luc Desjardins viennent à la rescousse du magazine qui traverse une période difficile, comme toute la presse en général. En 2020, une solution de paiement électronique est mise en place afin de permettre l'achat de L'Itinéraire par d'autres moyens que l'argent comptant. Le don par texto découle de plusieurs avenues explorées, à la suite d'un Design Thinking Jam organisé par Talsom en 2018.
En 2019, après 25 ans d'existence, L'Itinéraire est vendu dans 7 villes (Montréal, Longueuil, Laval, Saint-Jérôme, Granby, Sutton et Saint-Bruno) pour un tirage de 24 000 copies par mois. L’Itinéraire a également fait paraître en mai 2017 Sentinelles, un recueil regroupant 100 des meilleurs textes de ses camelots recensés sur 25 années d’écriture.
Pour souligner son 30e anniversaire le magazine fait paraître Tracés littéraires, un recueil de textes inédits de Michel Tremblay, Francis Ouellette, Monique Proulx, Patrick Senécal, Éric Chacour, Dominique Fortier et plusieurs autres. Cette édition spéciale est illustrée par Michel Rabagliati.

## Processus de vente
Les camelots doivent d’abord acheter un lot de dix magazines au prix de 15$, lesquels sont ensuite vendus dans la rue au prix de 3$ chacun, ce qui leur laisse un profit de 1,50$ par magazine vendu. Un système de micro-crédit est disponible pour permettre aux camelots de se procurer la somme initiale. Chaque camelot est associé à un travailleur social qui le supervise et peut lui  prodiguer des conseils eu égard à la gestion des profits.

## Café Maison ronde
Le Groupe communautaire L'Itinéraire chapeaute également le Café Maison ronde, un projet d'économie sociale dont l'objectif est de favoriser la mixité sociale et l’autonomisation des Autochtones. Le café est situé au Square Cabot près du métro Atwater. Il s'installe en 2015 dans l'ancienne vespasienne lors des rénovations du square. Un des objectifs du projet est de mieux faire connaître les Autochtones, nombreux dans le secteur, et de lutter contre les préjugés à leur endroit. Par l'embauche de personnel issu des Premières Nations, le café favorise leur réinsertion et leur valorisation.